# 第17回エンパイア賞
第17回エンパイア賞（ジェイムソン・エンパイア賞）は、2011年の映画を対象とした賞であり、授賞式は2012年3月25日にローレン・ラヴァルヌとクリス・ヒューイットの司会で行われた。

## 受賞と候補一覧
太字が受賞である。

### 作品賞
- 『ハリー・ポッターと死の秘宝 PART2』[3]
  - 『ドライヴ』[3]
  - 『ドラゴン・タトゥーの女』[3]
  - 『猿の惑星: 創世記』[3]
  - 『裏切りのサーカス』[3]

### 英国作品賞
- 『裏切りのサーカス』[4]
  - 『アタック・ザ・ブロック』[4]
  - The Inbetweeners Movie[4]
  - 『サブマリン』[4]
  - 『思秋期』[4]

### コメディ賞
- The Inbetweeners Movie[5]
  - 『アタック・ザ・ブロック』[5]
  - 『ブライズメイズ 史上最悪のウェディングプラン』[5]
  - 『ラブ・アゲイン』[5]
  - 『ミッドナイト・イン・パリ』[5]

### ホラー賞
- 『キル・リスト』[6]
  - 『アタック・ザ・ブロック』[6]
  - 『インシディアス』[6]
  - 『パラノーマル・アクティビティ3』[6]
  - 『トロール・ハンター』[6]

### SF・ファンタジー賞
- 『マイティ・ソー』[7]
  - 『キャプテン・アメリカ/ザ・ファースト・アベンジャー』[7]
  - 『猿の惑星: 創世記』[7]
  - 『SUPER8/スーパーエイト』[7]
  - 『X-MEN:ファースト・ジェネレーション』[7]

### スリラー賞
- 『裏切りのサーカス』[8]
  - 『ドライヴ』[8]
  - 『ハンナ』[8]
  - 『シャーロック・ホームズ シャドウ ゲーム』[8]
  - 『ドラゴン・タトゥーの女』[8]

### 男優賞
- ゲイリー・オールドマン - 『裏切りのサーカス』[9]
  - ダニエル・クレイグ - 『ドラゴン・タトゥーの女』[9]
  - ライアン・ゴズリング - 『ドライヴ』[9]
  - ダニエル・ラドクリフ - 『ハリー・ポッターと死の秘宝 PART2』[9]
  - アンディ・サーキス - 『猿の惑星: 創世記』[9]

### 女優賞
- オリヴィア・コールマン - 『思秋期』[10]
  - ルーニー・マーラ - 『ドラゴン・タトゥーの女』[10]
  - キャリー・マリガン - 『ドライヴ』[10]
  - メリル・ストリープ - 『マーガレット・サッチャー 鉄の女の涙』[10]
  - ミシェル・ウィリアムズ - 『マリリン 7日間の恋』[10]

### 監督賞
- デヴィッド・イェーツ - 『ハリー・ポッターと死の秘宝 PART2』[11]
  - トーマス・アルフレッドソン - 『裏切りのサーカス』[11]
  - ニコラス・ウィンディング・レフン - 『ドライヴ』[11]
  - スティーヴン・スピルバーグ - 『戦火の馬』[11]
  - ルパート・ワイアット - 『猿の惑星: 創世記』[11]

### 3D賞
- 『タンタンの冒険/ユニコーン号の秘密』[5]
  - 『ハリー・ポッターと死の秘宝 PART2』[5]
  - 『ヒューゴの不思議な発明』[5]
  - 『マイティ・ソー』[5]
  - 『トランスフォーマー/ダークサイド・ムーン』[5]

### 新人男優賞
- トム・ヒドルストン - 『マイティ・ソー』[12]
  - ジョン・ボイエガ - 『アタック・ザ・ブロック』[12]
  - エイサ・バターフィールド - 『ヒューゴの不思議な発明』[12]
  - サム・クラフリン - 『パイレーツ・オブ・カリビアン/生命の泉』[12]
  - ジェレミー・アーヴァイン - 『戦火の馬』[12]
  - クレイグ・ロバーツ - 『サブマリン』[12]

### 新人女優賞
- フェリシティ・ジョーンズ - 『今日、キミに会えたら』[13]
  - セリーヌ・バッケンズ - 『戦火の馬』[13]
  - エル・ファニング - 『SUPER8/スーパーエイト』[13]
  - ローラ・ハドック - The Inbetweeners Movie[13]
  - ヘイリー・スタインフェルド - 『トゥルー・グリット』[13]
  - ボニー・ライト - 『ハリー・ポッターと死の秘宝 PART2』[12]

### ダン・イン・60セカンズ賞
- 『ブラック・スワン』 - Indira Suleimenova（ カザフスタン）[14]
  - 『レイダース/失われたアーク《聖櫃》』 - フィルップ・アスキンズ（ イギリス）[14]
  - 『スパイダーマン』 - ゴンサロ・ルイス、ホアキン・ベルガラ（ チリ）[14]
  - 『シザーハンズ』 - Rosen Lliev （ ブルガリア）[14]
  - 『第9地区』 - アンドリュー・ノートン（ アイルランド）[14]

### 特別賞

#### エンパイア・ヒーロー賞
- マイケル・ファスベンダー[15]

#### インスピレーション賞
- ロン・ハワード[16]

#### アイコン賞
- ティム・バートン[17]